# Raun
Raun ist ein Ortsteil der Gemeinde Bad Brambach im Oberen Vogtland. Das Dorf ist bekannt für sein malerisches, denkmalgeschütztes Ortsbild.

Rauner Kapelle aus dem 16. Jahrhundert

## Geschichte
Raun ist ein typisches Waldhufendorf, welches 1378 erstmalige Erwähnung fand. Es existieren immer noch zahlreiche Fachwerkhäuser im Egerländer Stil und verschiedene Umgebinde- und – typisch für das Obervogtland – Umschrothäuser. Die Dorfkapelle ist eine der ältesten im Vogtland. Der Ort gehörte bis ins 19. Jahrhundert zum Amt Voigtsberg.
Die Eisenbahn trennt das Dorf in Ober- und Unterdorf. Abseits liegen die Lohhäuser, der Raunergrund und Raunerhammer.
In Ausführung des Vertrages zwischen dem Deutschen Reich und der Čechoslovakischen Republik über Grenzwasserläufe und Gebietsaustausch an der preußischen Strecke der deutsch-čechoslovakischen Grenze vom 31. Januar 1930 wurde zwischen beiden Staaten am 27. September 1935 ein weiterer Vertrag über Grenzwasserläufe auf der sächsischen und der bayerischen Strecke der Grenze sowie über einen Gebietsaustausch an der Grenze abgeschlossen. Darin erfolgte zum 3. Juli 1936 die Abtretung der 93 ha großen  Niederreuther Halbenklave an das Deutsche Reich. Der aus Teilen des Rohrichwaldes und dem Grenzwirtshaus „Zum Schimmel“ bestehende Zipfel wurde landläufig wegen seiner Gestalt als Schimmelzunge bezeichnet. Der Ortsteil Kleedorf mit dem Schimmel wurde 1938 nach Oberbrambach umgegliedert. Am 1. Juli 1950 wurde die bis dahin eigenständige Gemeinde Gürth eingegliedert.
Raun ist ein stark landwirtschaftlich geprägtes Dorf. Außerdem existieren verschiedene Handwerksbetriebe. Im 19. Jahrhundert wurden hier Teile für die Instrumentenbauer in Markneukirchen und Klingenthal gefertigt.
Bedingt durch die schöne Umgebung und die guten Wandermöglichkeiten existieren die Beherbergungsbetriebe „Schwalbenhof“ und „Untere Mühle“. Einige Bewohner haben sich mit der privaten Zimmervermietung ein zweites Standbein geschaffen. Zu essen gibt es außer in den Pensionen in den Gaststätten „Rauner Hof“ im Dorfzentrum und „Felsenkeller“ an der B 92.
Einmal jährlich findet das Dorffest statt. In der übrigen Zeit trifft man sich im „Hutzn-Haisl“ oder im „Rauner Hof“.

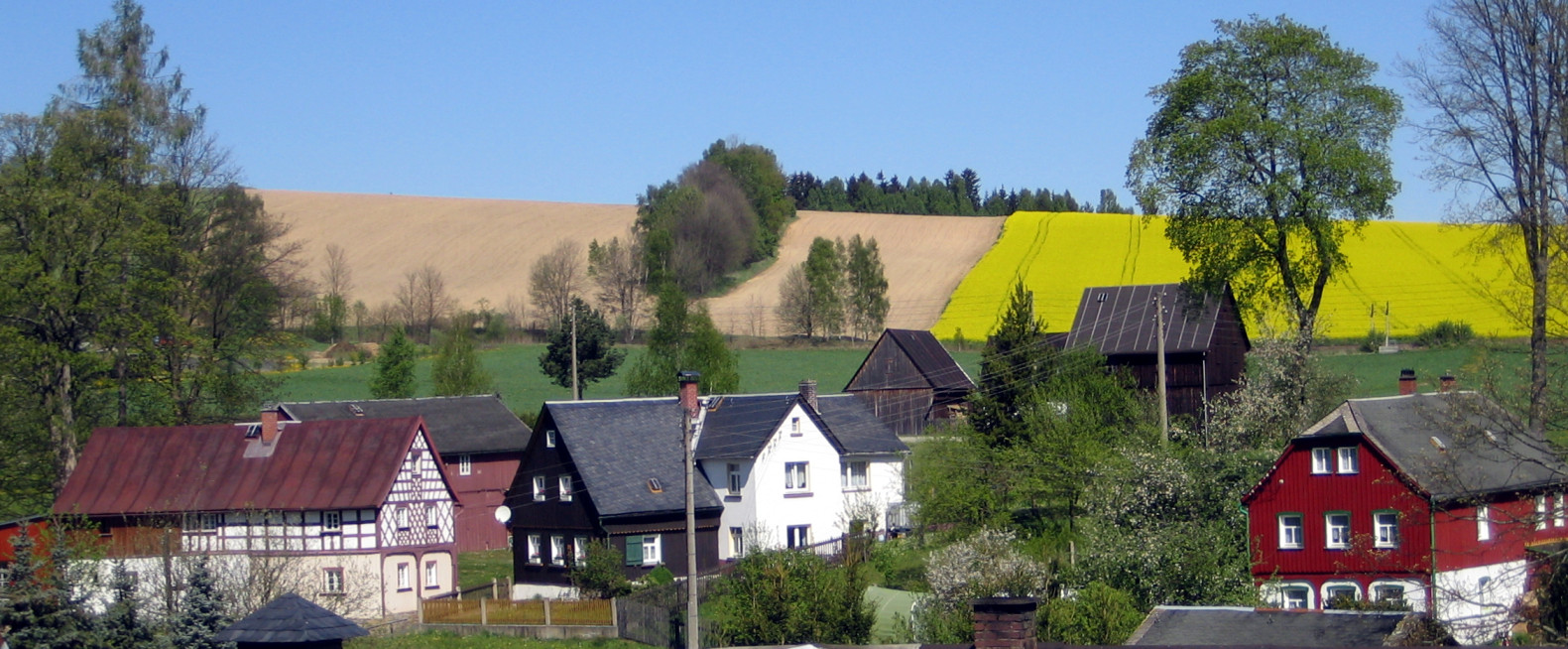
Ortsansicht

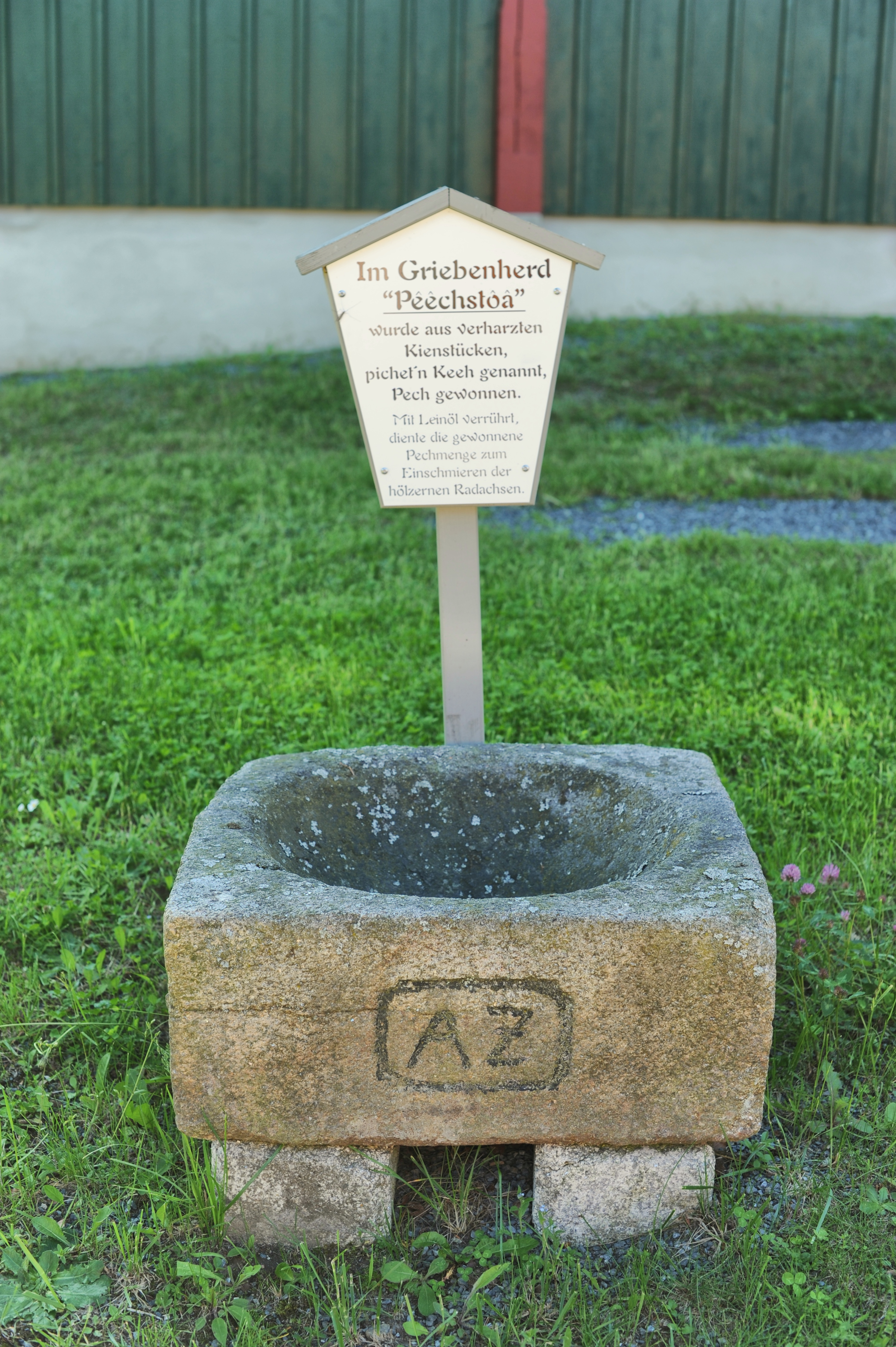
Griebenherd mit Informationstafel

## Verkehr
Raun liegt etwa einen Kilometer westlich der Bundesstraße 92 und hat einen Bedarfshaltepunkt an der Bahnstrecke Plauen–Cheb. Dort verkehren alle zwei Stunden die Züge der Vogtlandbahn auf der Fahrt von Zwickau über Plauen und Bad Brambach nach Cheb.
Der Ort ist mit der vertakteten RufBus-Linie 36 des Verkehrsverbunds Vogtland an Bad Brambach angebunden.